# Corneliu Ionescu
Cornelius Ionescu, né le 20 février 1956 à Pitești, est un peintre roumain, célèbre pour ses ballerines. 

## Biographie
Il est né à Pitești, județ d'Argeș. Il a fréquenté l'université nationale d'art dans la classe de Gheorghe Șaru et a été formé par les peintres Sorin Ilfoveanu, Zamfir Dumitrescu, Gheorghe Șaru, Stephen Câlția.

## Galerie

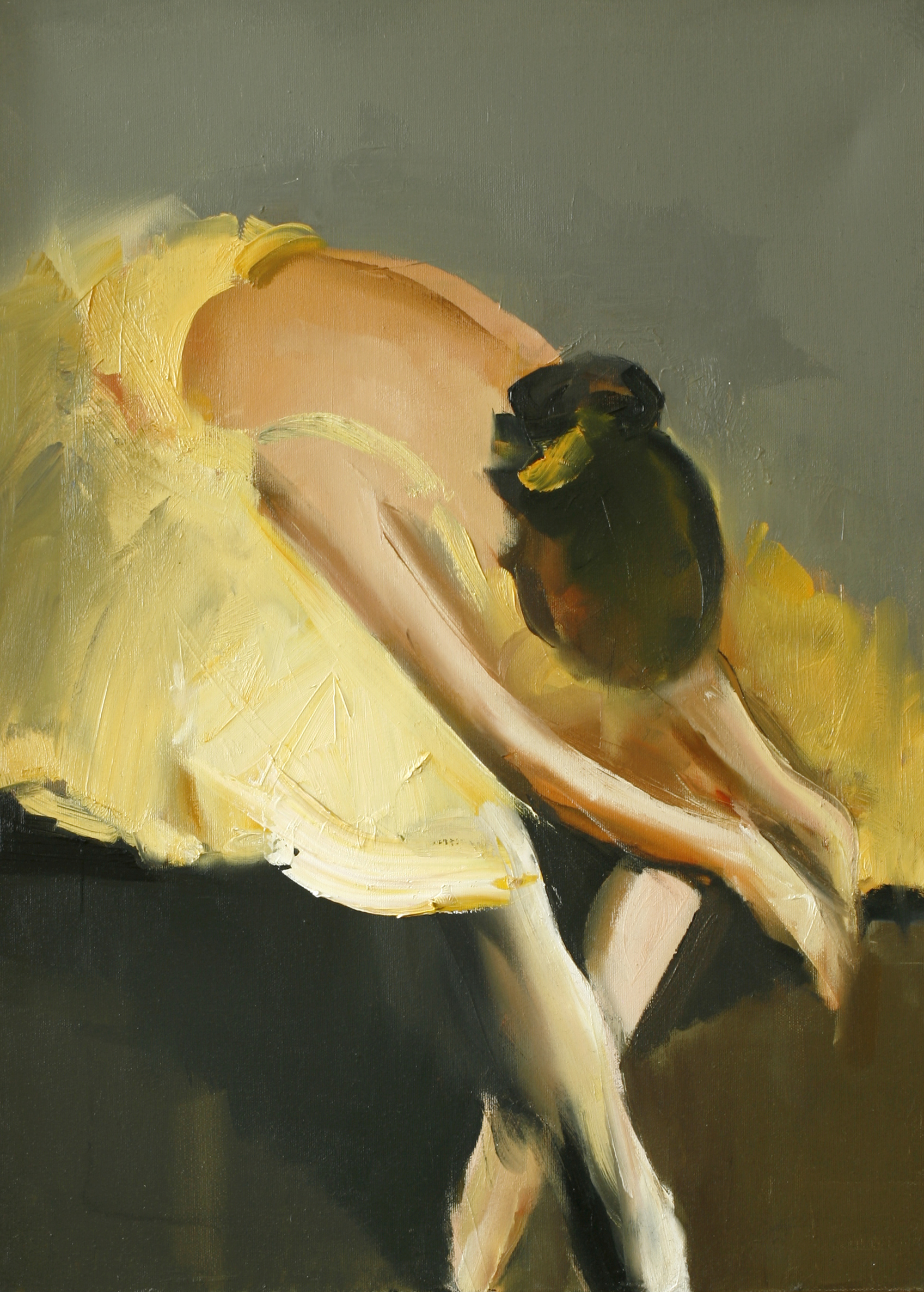
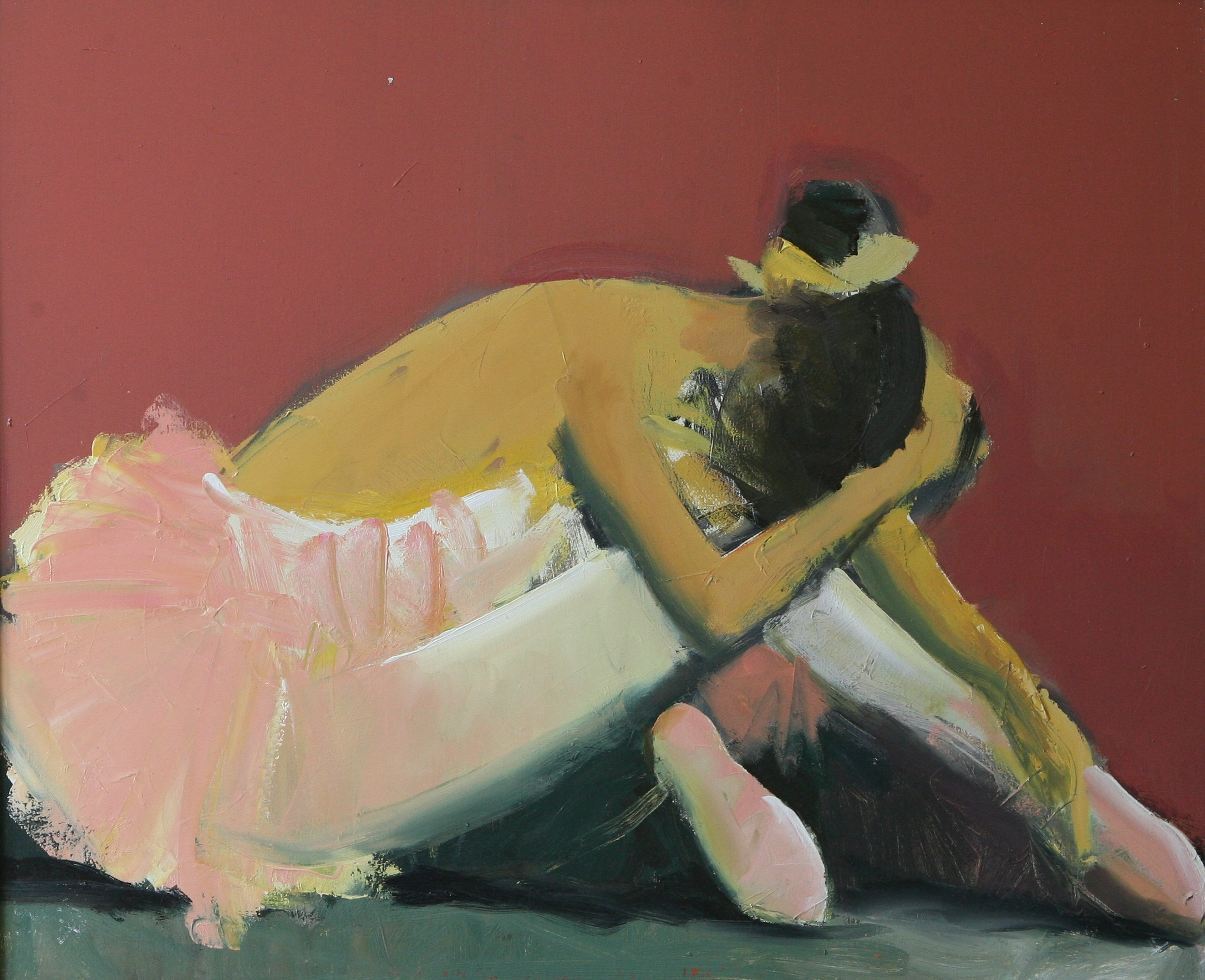
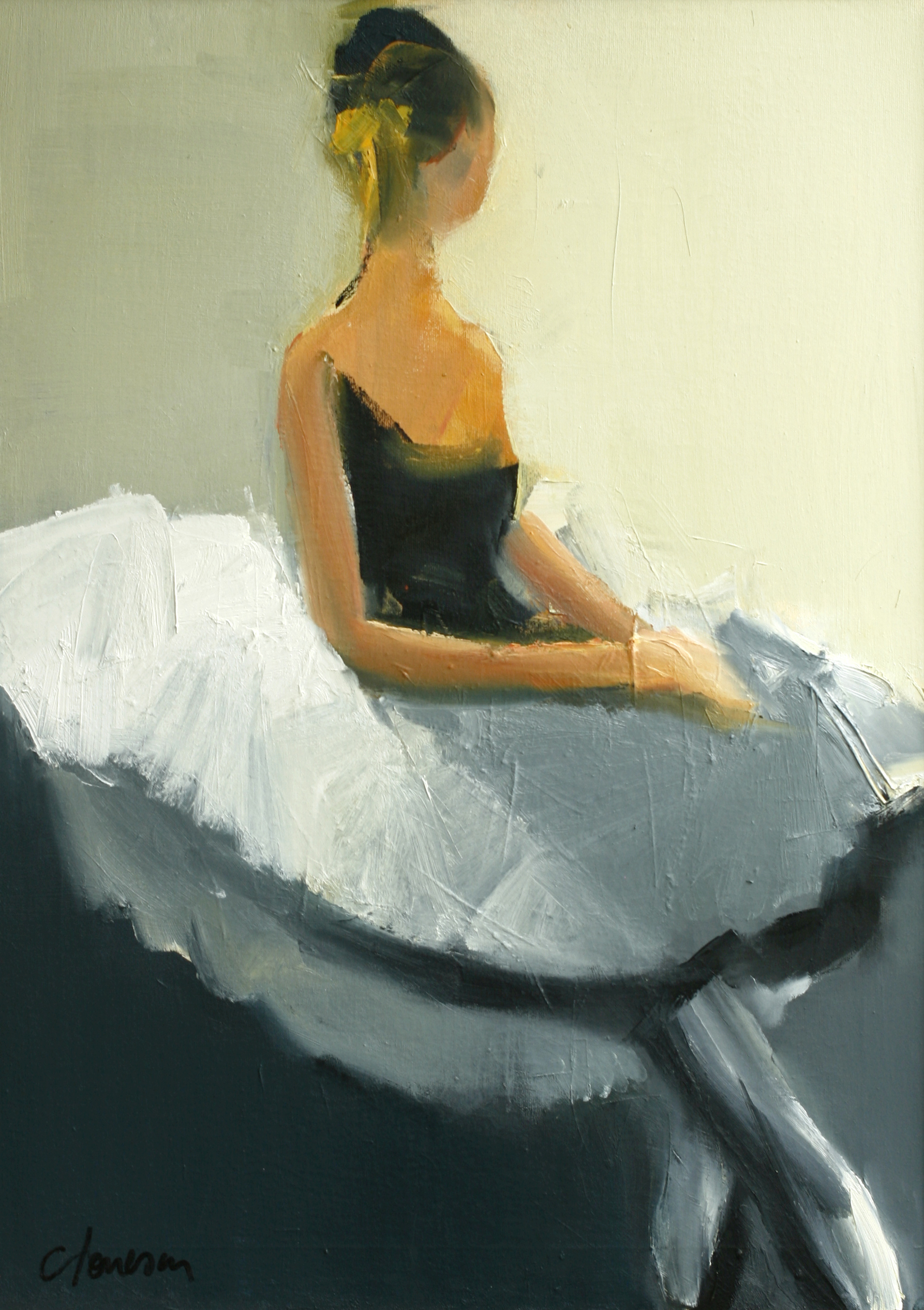
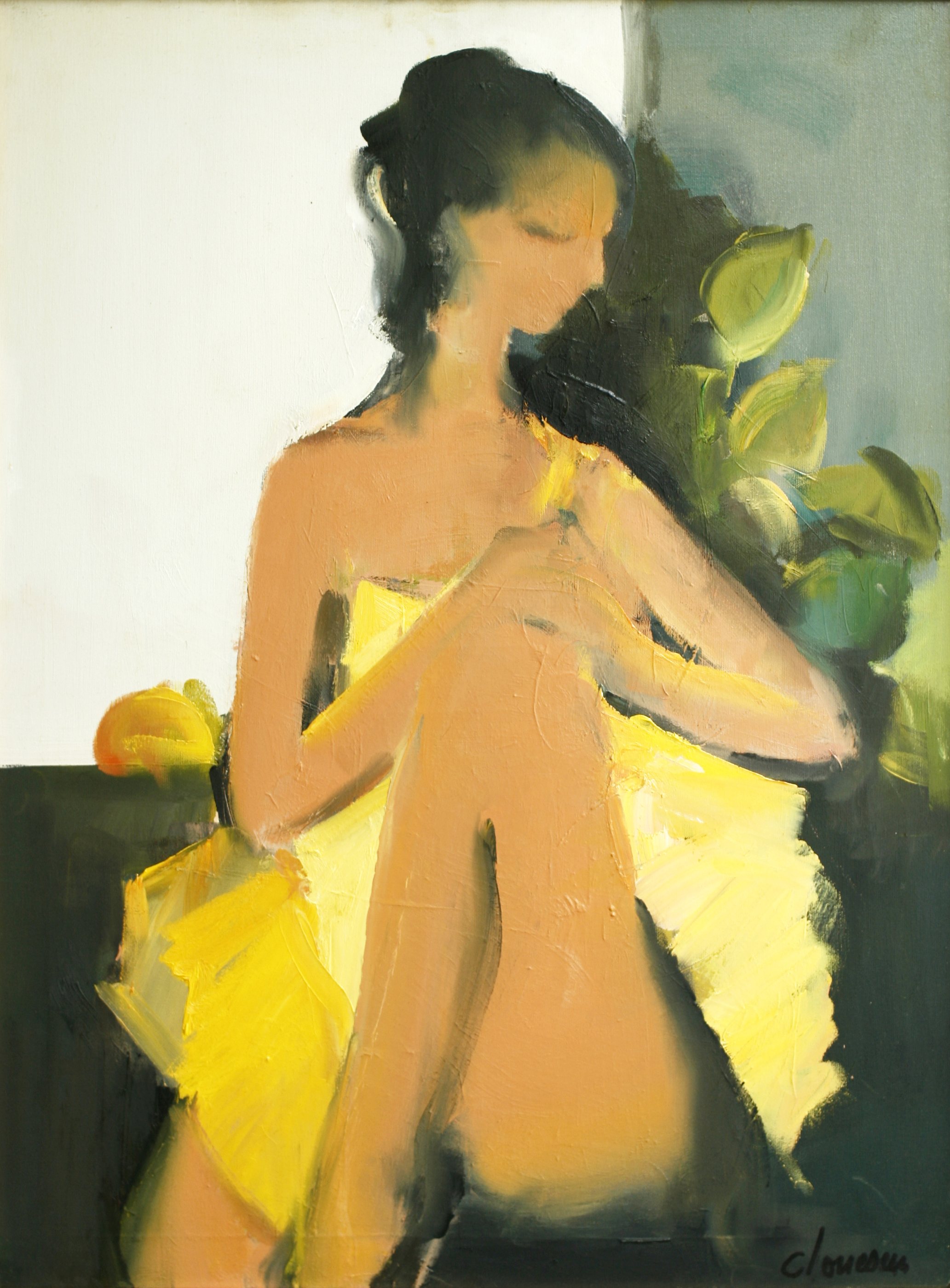
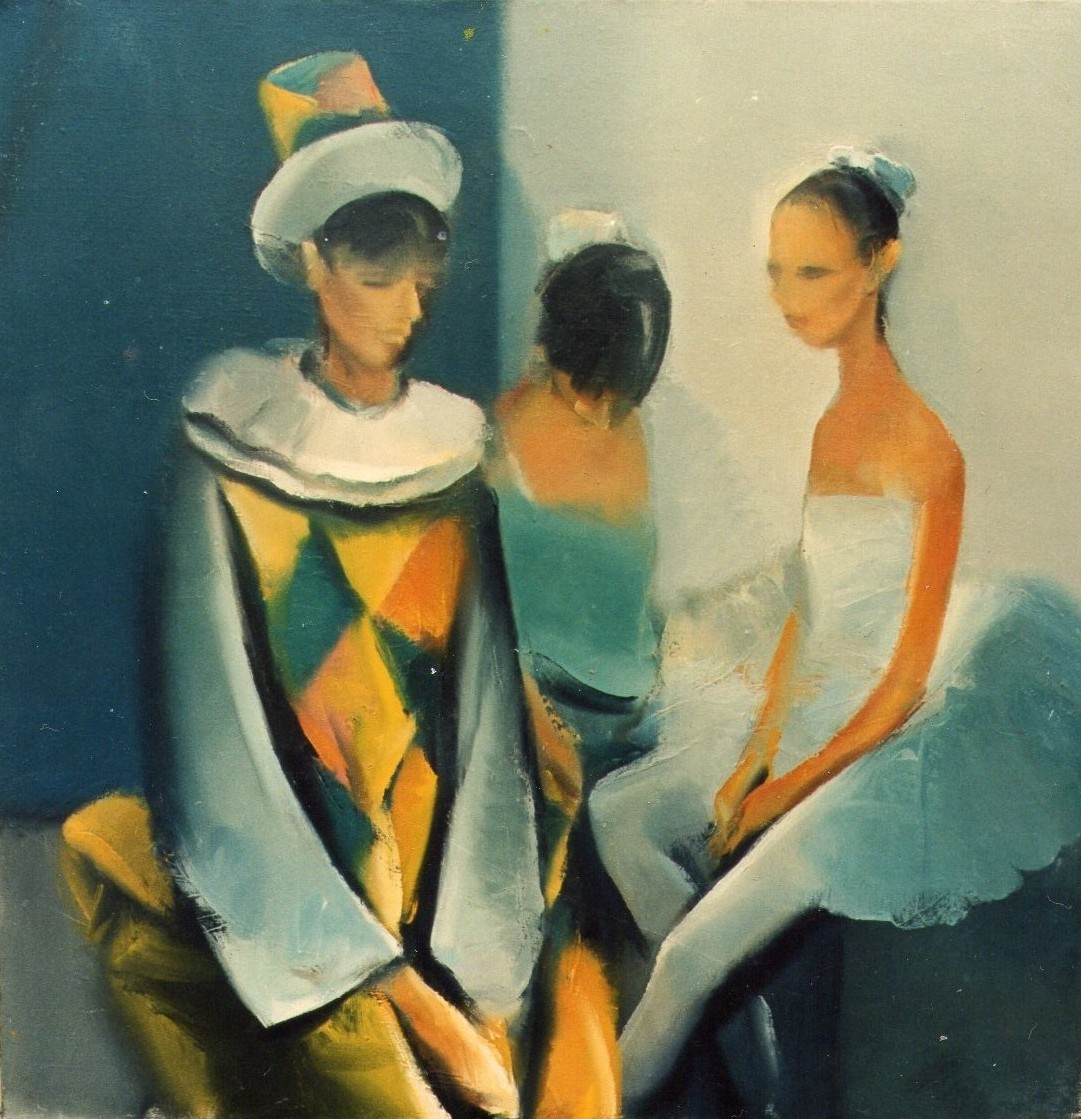
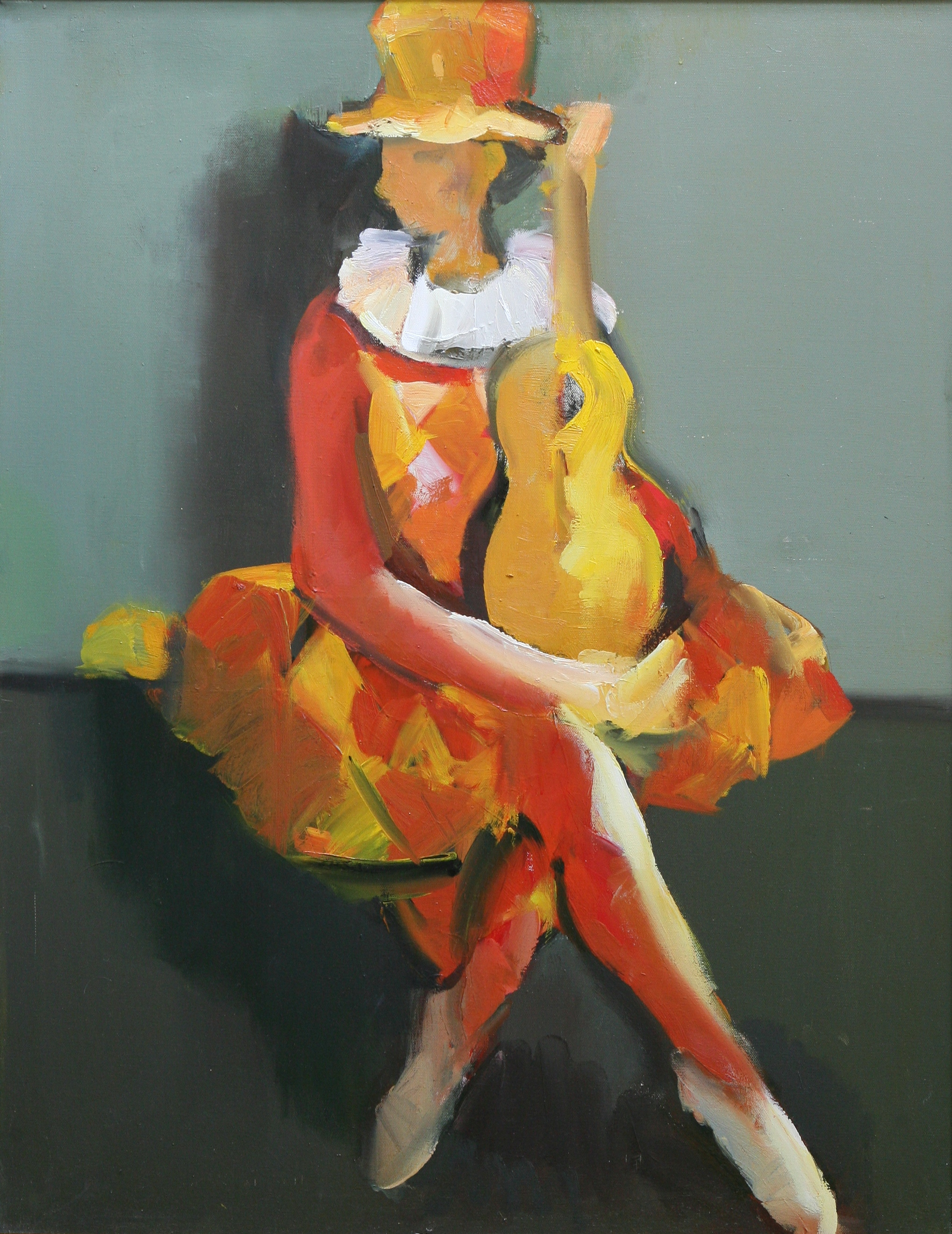
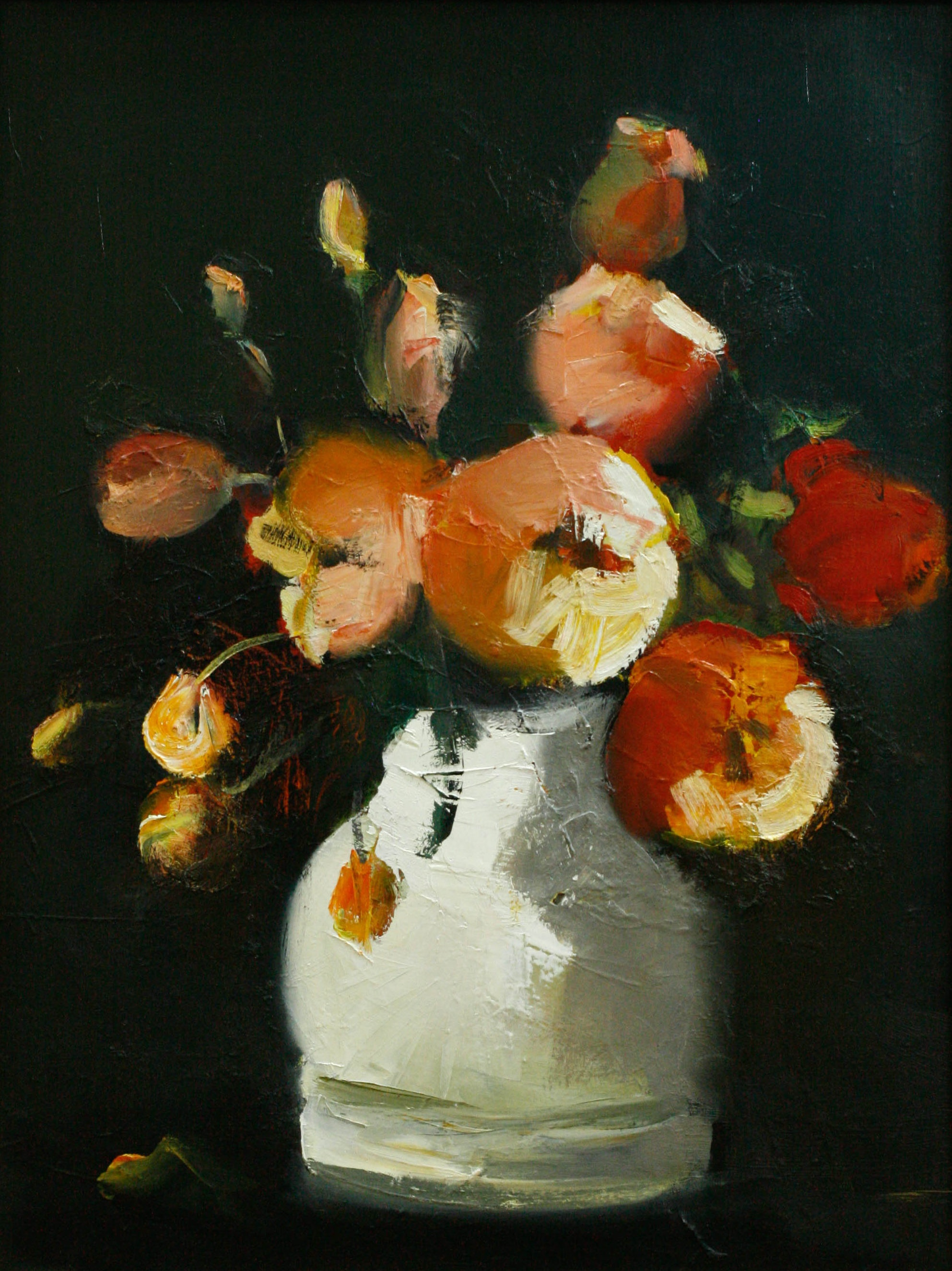
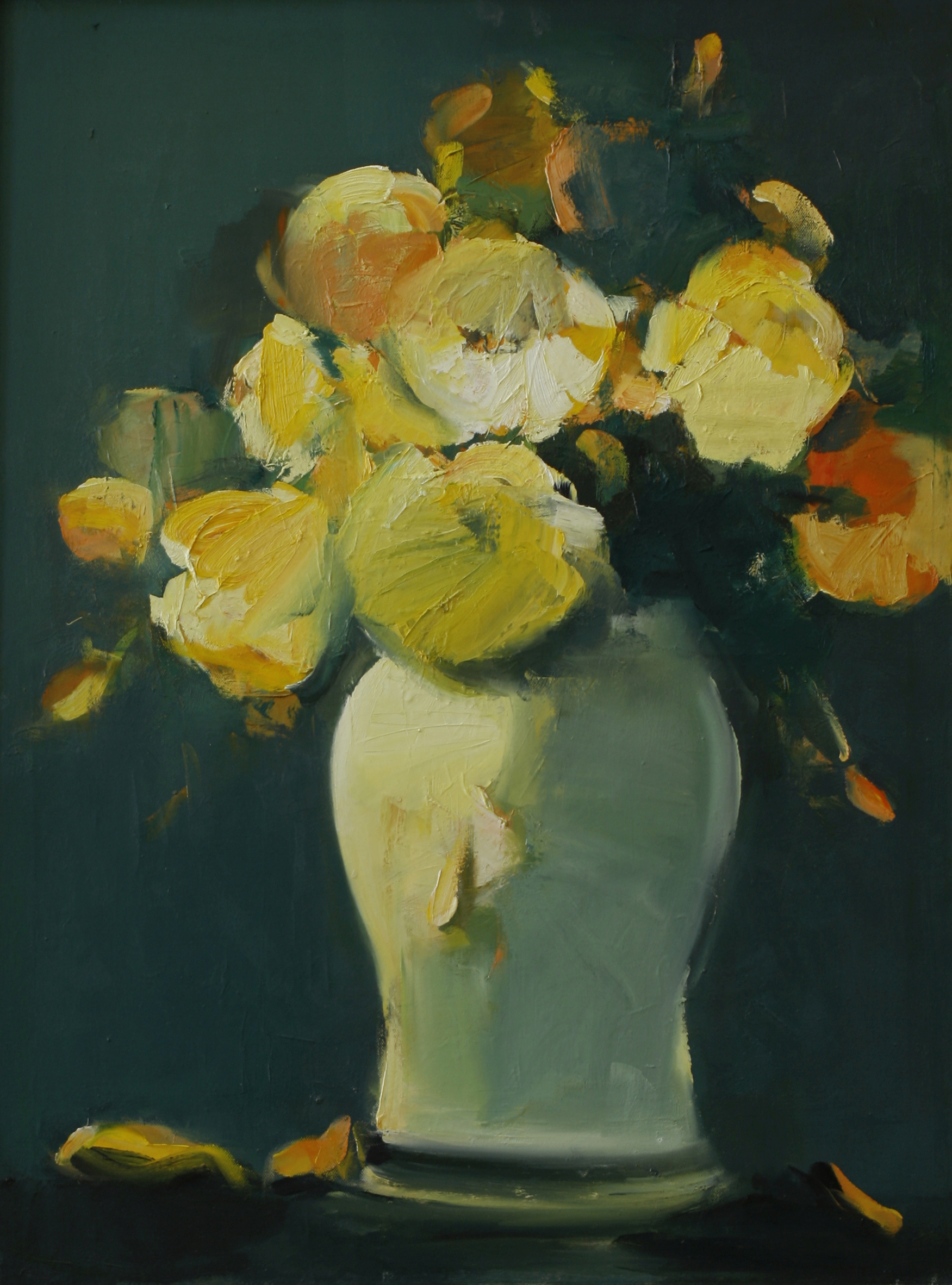
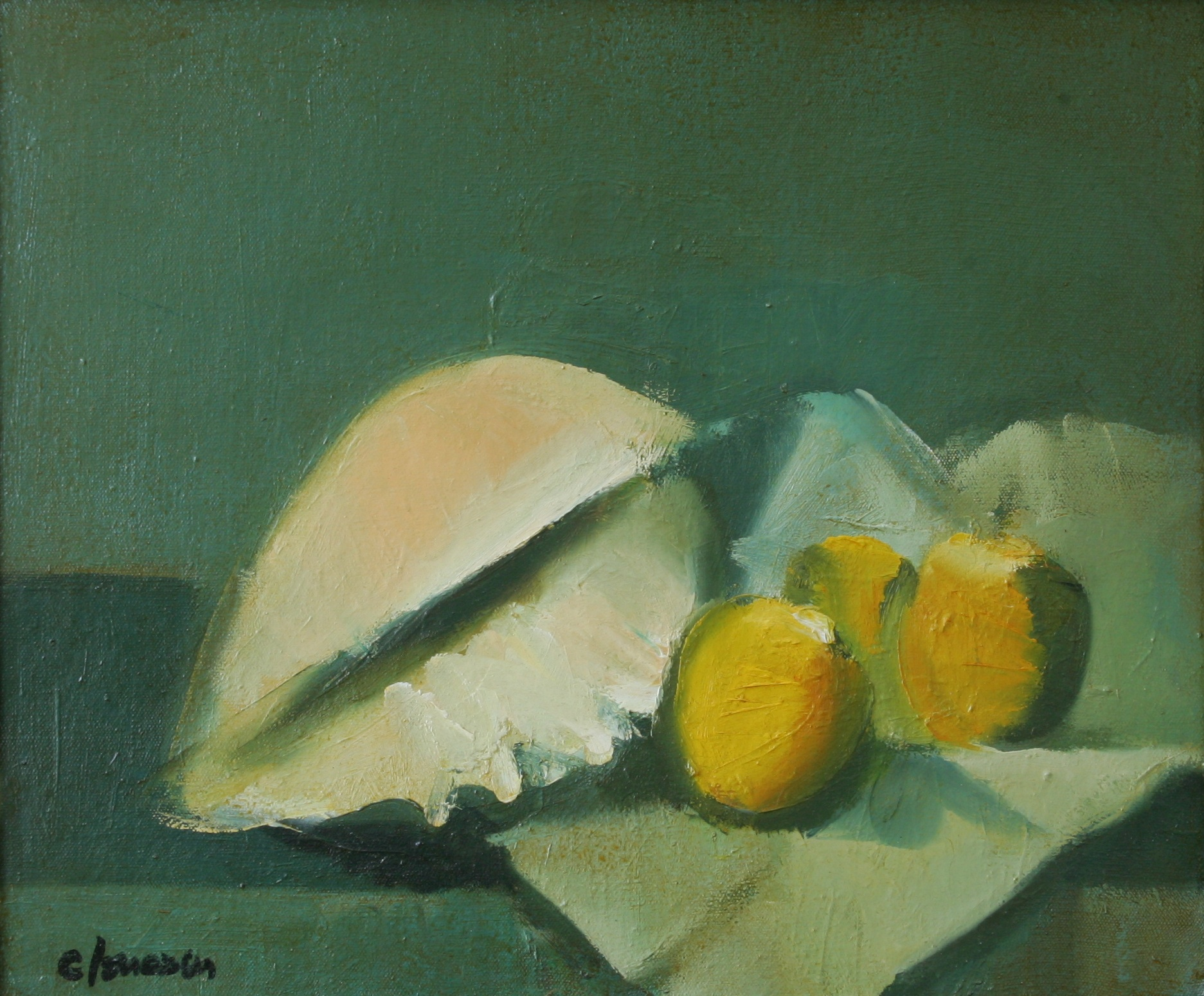
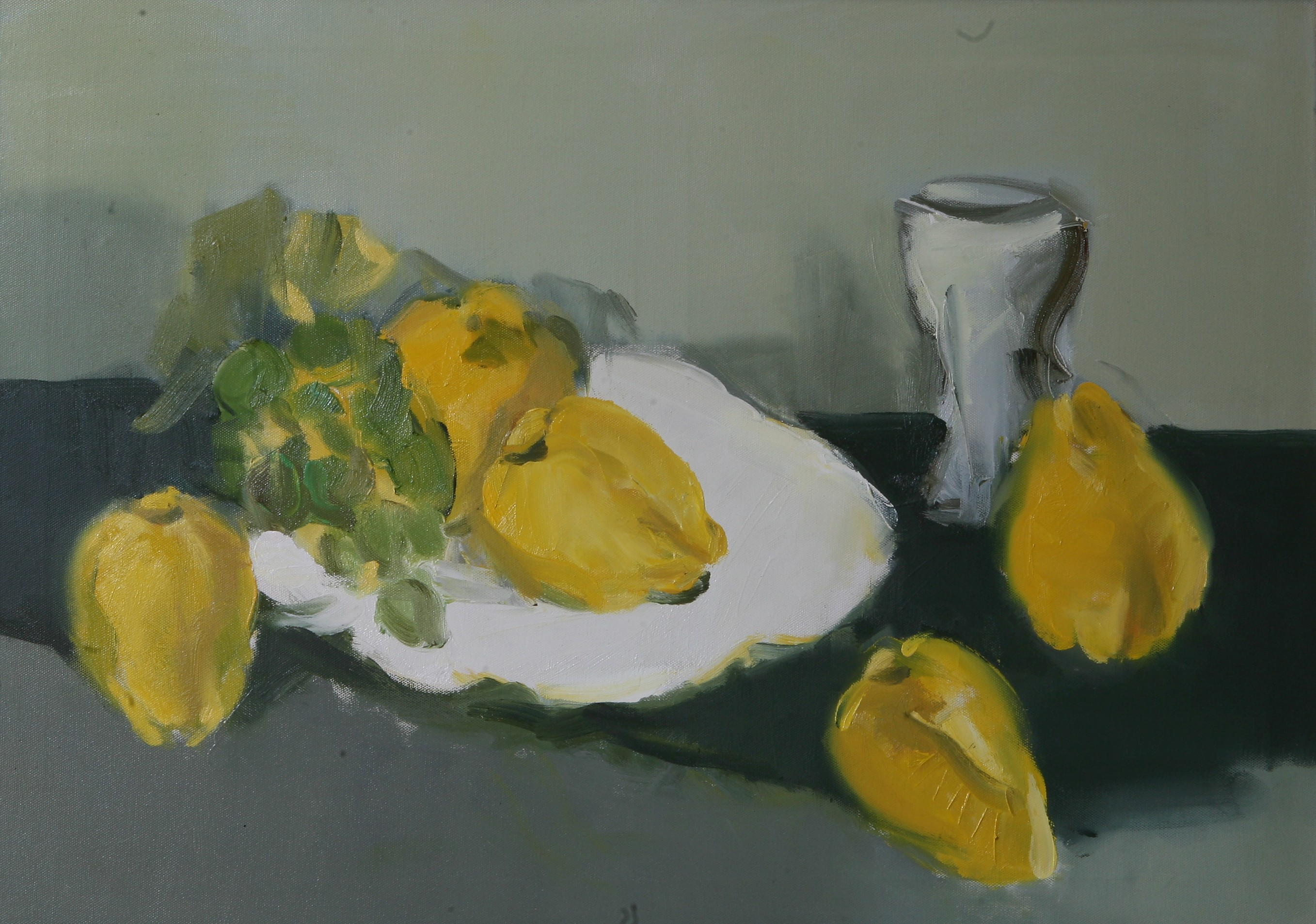
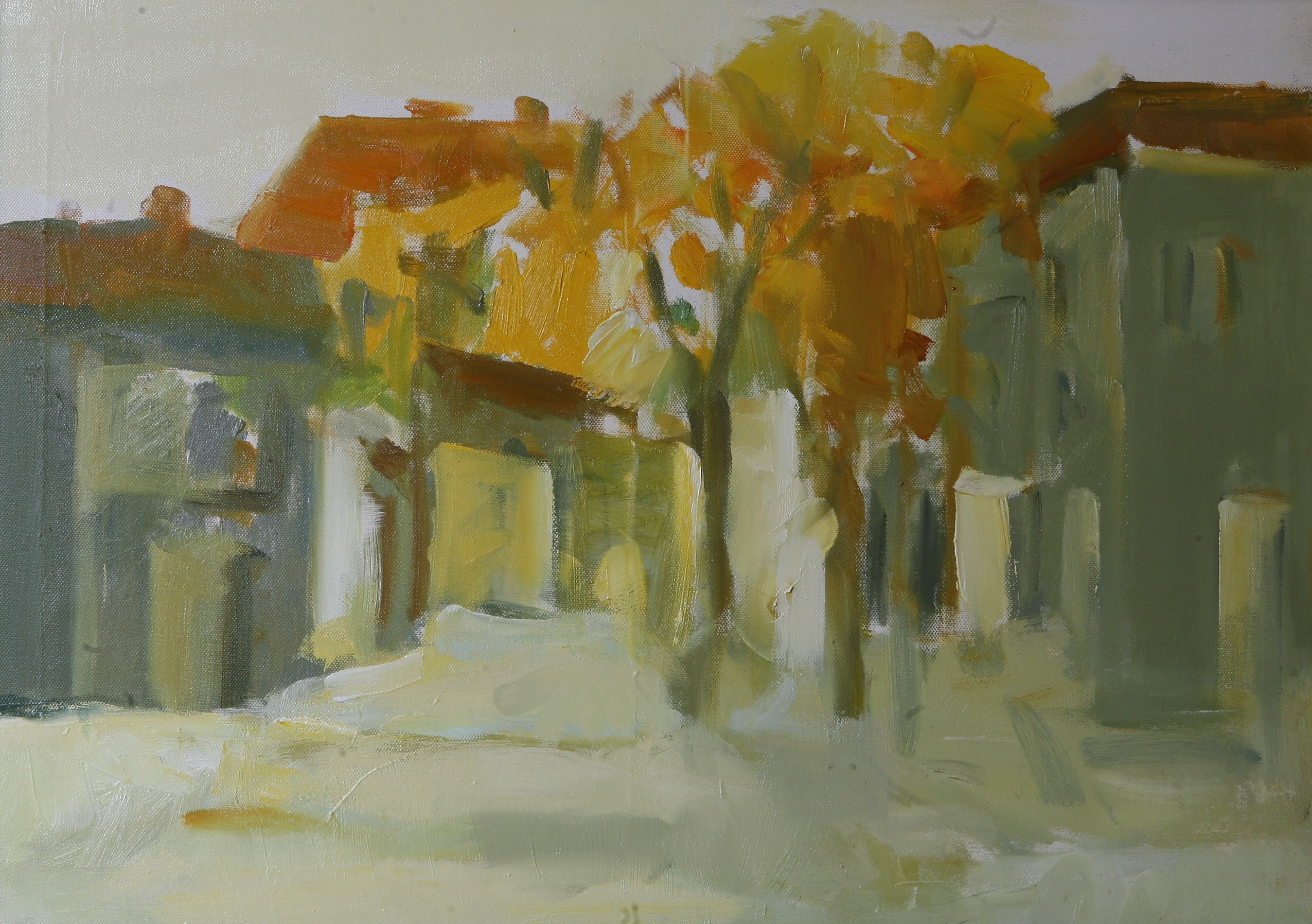
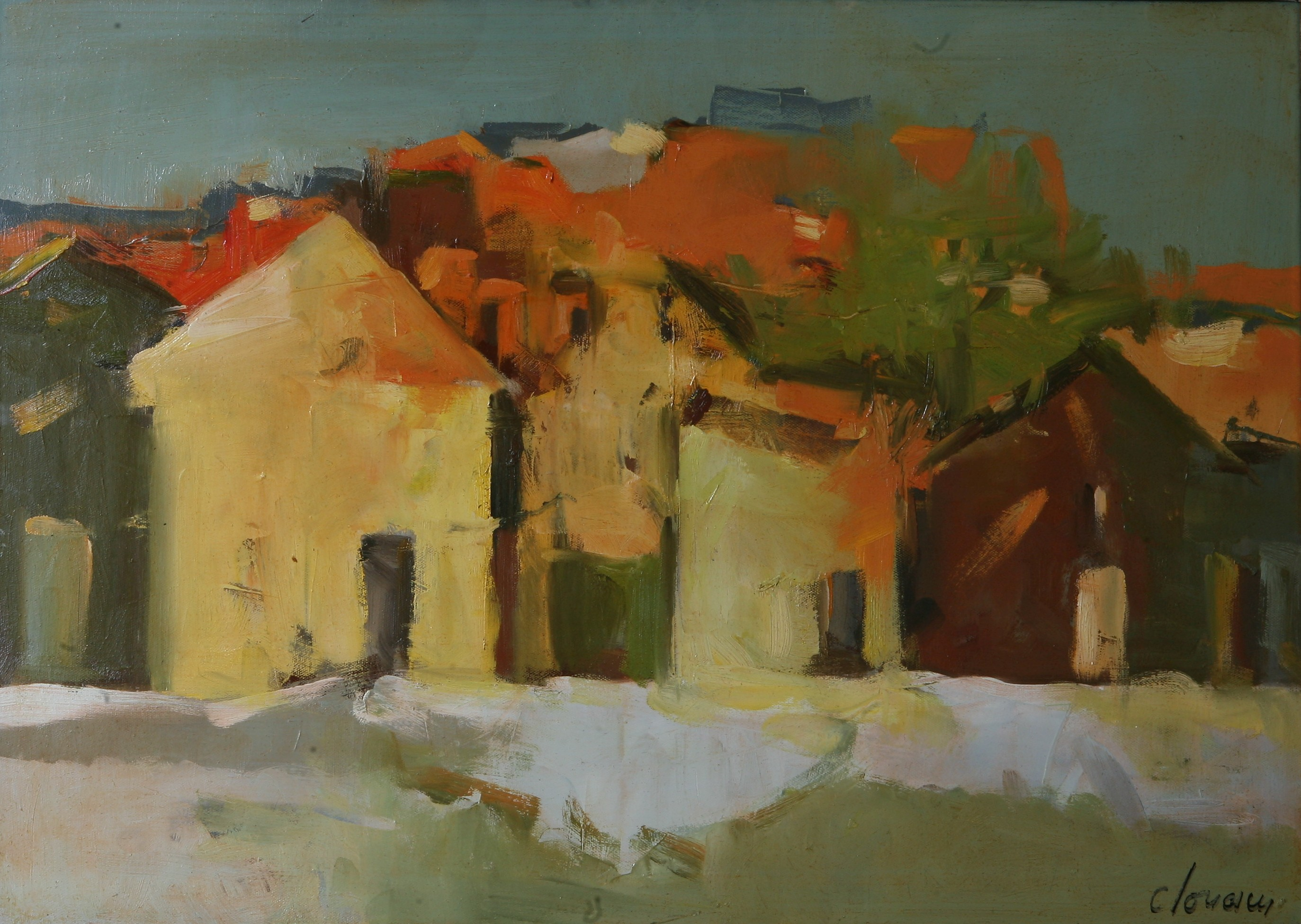